# DS 3 II
La DS 3 (anciennement DS 3 Crossback) est un SUV urbain du constructeur automobile français DS Automobiles produit à Poissy depuis décembre 2018 ,.

## Présentation
Lors de son développement, le crossover citadin conçu par DS est connu en interne sous la dénomination de projet « D34 ».
Le crossover DS 3 Crossback est présenté le 13 septembre 2018 au DS design studio de Paris, avant sa première exposition publique au Mondial Paris Motor Show 2018 en octobre.
La DS 3 Crossback ne remplace pas la DS 3 dans la gamme dans un premier temps, puisque cette dernière continue à être produite en parallèle jusqu'en 2020. Néanmoins, sa gamme est réduite avec un moteur unique, le 1.2 Puretech de 110 ch accouplé à la boîte de vitesses EAT6. Puis, la DS 3 n'ayant pas été remplacée, le DS 3 Crossback peut être considéré comme le remplaçant indirect de la DS 3.
La DS3 Crossback est une nouveauté importante pour le constructeur, la DS 3 ayant représenté en 2016, 60 % des ventes de DS Automobiles. Elle constitue également un des jalons importants dans la stratégie du constructeur premium pour accroître ses ventes, en repli de 16 % en 2016, avec 85 000 exemplaires dans le monde, le dernier modèle inédit, la DS 5, ayant été dévoilé en 2011.
Son but étant de « faire du volume » en accroissant les parts de marché de la marque, elle se pose en concurrent direct des modèles du segment B plus : Audi Q2, Mini Countryman et Peugeot 2008. Ce segment représentait 100 000 ventes en France pour l'année 2016. Carlos Tavares, patron du groupe PSA, a jugé au printemps 2014 qu'un SUV urbain était prioritaire pour le renouvellement de la gamme de citadines DS. De plus, la Chine, principal débouché commercial de la marque, est peu friande de carrosseries 3 portes,.
À terme, la DS 3 Crossback, par son potentiel commercial sur un segment porteur, doit constituer le nouveau fer de lance de la marque premium. Au lancement, les prix s'échelonnent de 23 400 € à 40 000 €.
Bien que pensé pour l'Europe, le DS 3 Crossback est exporté vers la plupart des marchés où DS est présent à l'international, tels que le Japon, l'Argentine, la Corée du Sud, le Brésil ou encore la Turquie.
À partir de mai 2021, DS commercialise également le modèle en Chine en l'exportant depuis l'usine de Poissy. Seule la version électrique y est disponible. Le modèle y adopte un nom spécifique, DS 3 E-Tense (parfois raccourci en DS 3), la dénomination "Crossback" n'étant pas utilisée par la marque dans le pays. Le DS 3 E-Tense est commercialisé dans deux versions de lancement Rive Droite (basée sur Rivoli) et Rive Gauche (basée sur Opéra).

### Design intérieur et extérieur

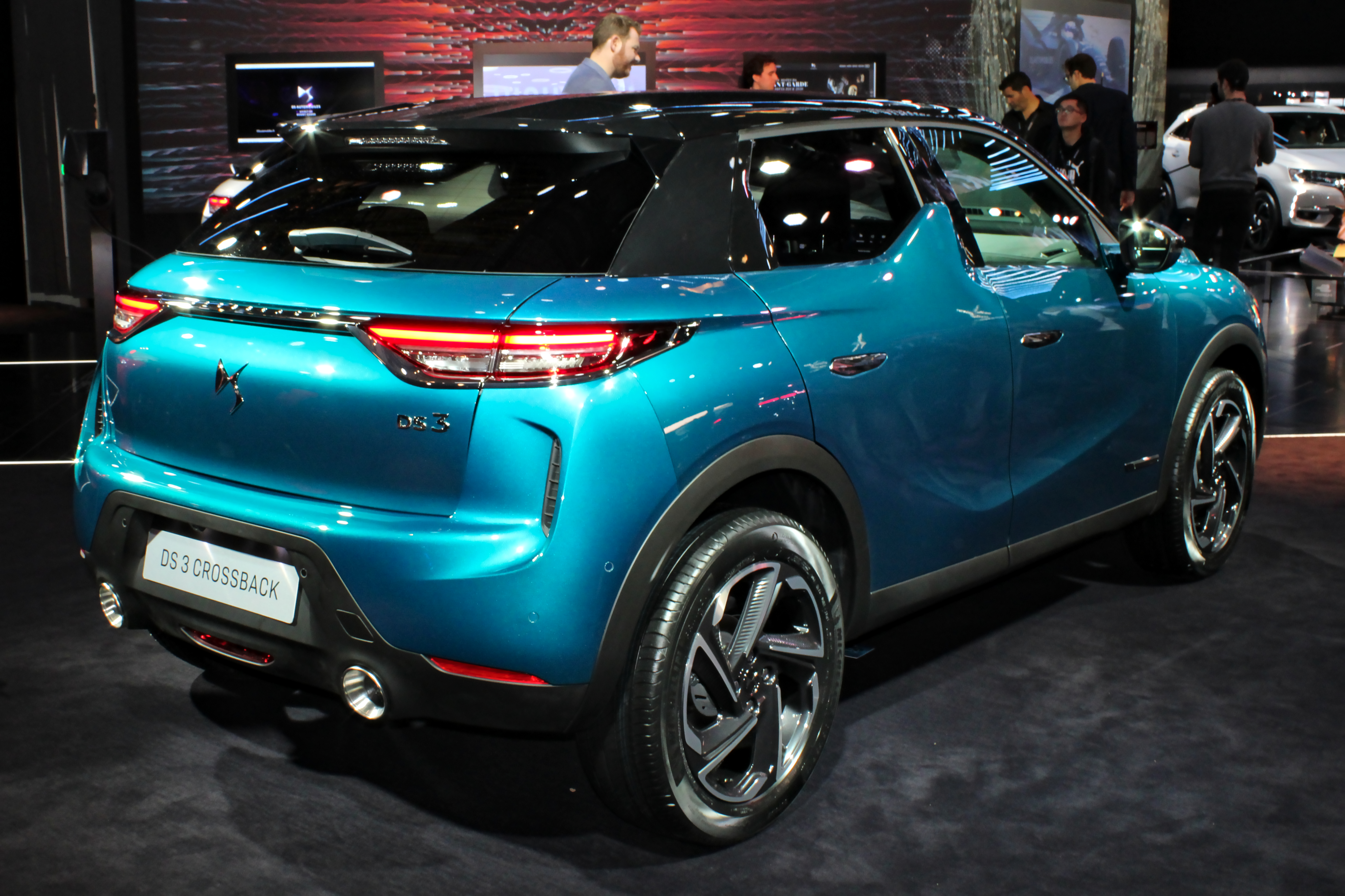
DS 3 Crossback phase 1

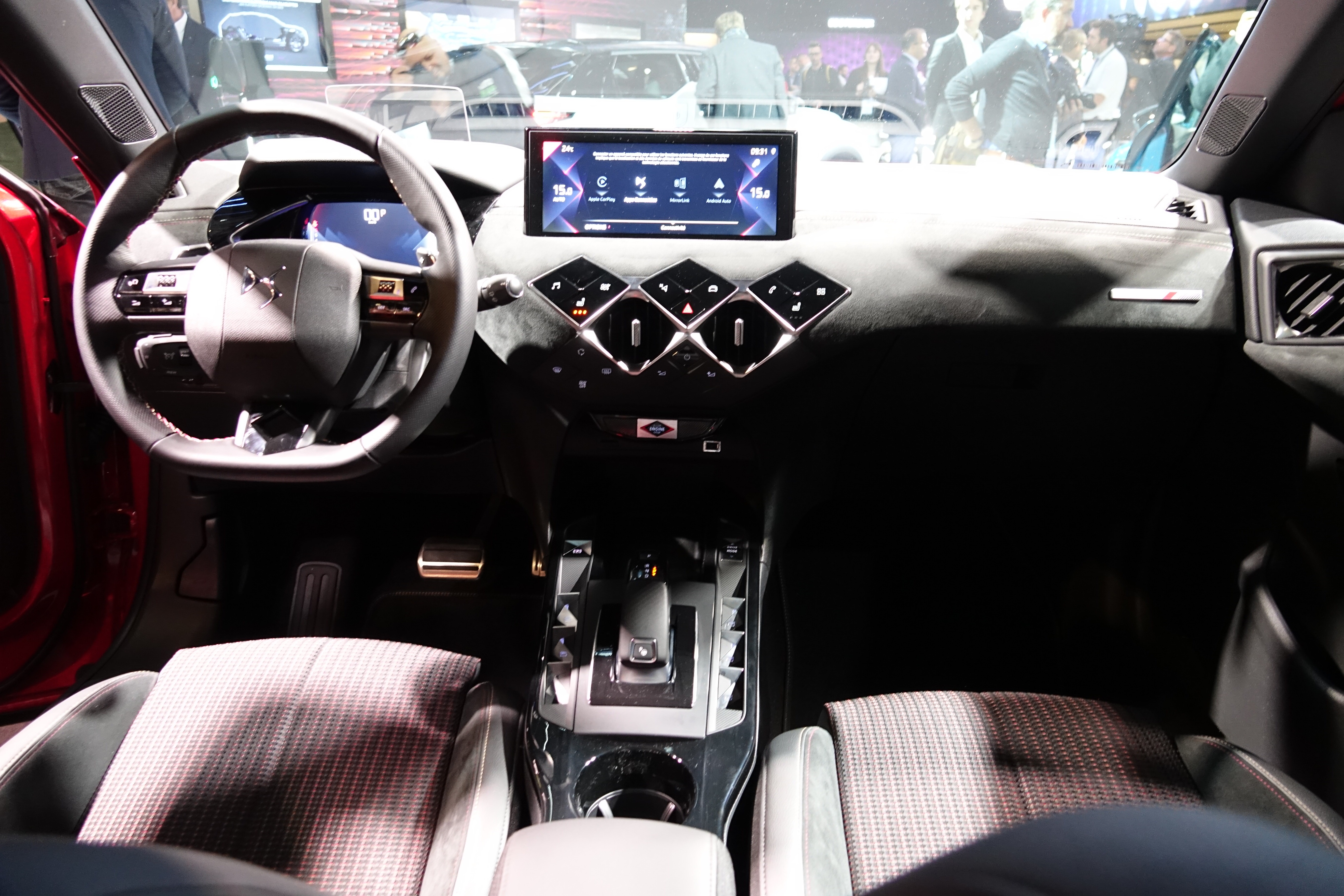
DS 3 Crossback phase 1 (intérieur)

Le petit crossover DS (4,12 m), dont le style s'inspire des concepts DS Divine et DS E-Tense, reçoit la calandre « Double Wings », des optiques soignées avec la technologie Full LED à l'avant et à l'arrière ainsi que des poignées de portes affleurantes à l'image des Tesla Model S et Range Rover Velar.
Sa ligne, sous la houlette de Thierry Metroz, chef du design de la marque, est travaillée afin de témoigner visuellement de la montée en gamme, mais également de la filiation avec toit flottant et teinte séparée de celle du corps de la carrosserie, ainsi que "l'aileron de requin", hérité de la DS 3.
L'habitacle, quant à lui, utilise du cuir ou de l'Alcantara sur les finitions les plus hautes. La sellerie peut recevoir des surpiqûres Point Perle ou encore un traitement guilloché Clous de Paris,.

### Phase 2
Le crossover urbain de DS Automobiles est restylé en 2022.
Cette version restylée est dotée d'un nouveau nom, DS 3, repris de l'ancienne citadine de la gamme premium. Il se rapproche de l'univers des berlines en étant abaissé de 10 mm, mais cette modification permet également des gains aérodynamiques, tout comme les modifications de la calandre et du bouclier avant, ainsi que l'adoption d'un nouveau modèle de jantes hérités de la Citroën C4 III. Le principal changement esthétique du véhicule est une signature lumineuse héritée des DS 4 et DS 7, bien que la forme des phares n'évolue pas, puisque cela aurait nécessité de retravailler la découpe du capot et se serait donc avéré coûteux.
Les motorisations évoluent, avec le retrait de la motorisation essence la plus puissante, ainsi que le remplacement du bloc électrique par un nouveau, plus puissant.

## Caractéristiques techniques
La DS 3 Crossback inaugure une toute nouvelle plateforme technique allégée, baptisée CMP (Common Modual Platform), et développée avec le partenaire chinois de la marque, DongFeng.

### Chaîne cinématique

#### Motorisations
|                                              | 1.5 BlueHDi               | 1.5 BlueHDi               | 1.2 PureTech          | 1.2 PureTech          | 1.2 PureTech          |
| -------------------------------------------- | ------------------------- | ------------------------- | --------------------- | --------------------- | --------------------- |
| Moteur                                       | 4-cylindres (type DV/DLD) | 4-cylindres (type DV/DLD) | 3-cylindres (type EB) | 3-cylindres (type EB) | 3-cylindres (type EB) |
| Cylindrée (cm³)                              | 1 499                     | 1 499                     | 1 199                 | 1 199                 | 1 199                 |
| Puissance maximale ch (kW)                   | 100                       | 130                       | 100                   | 130                   | 155                   |
| au régime de (tr/min)                        | 3 500                     | 3 750                     | 5 500                 | 5 500                 | 5 500                 |
| Couple maximal (N m)                         | 250                       | 300                       | 205                   | 230                   | 240                   |
| au régime de (tr/min)                        | 1 750                     | 1 750                     | 1 750                 | 1 750                 | 1 750                 |
| Boîte de vitesses                            | BVM6                      | EAT8                      | BVM6                  | EAT8                  | EAT8                  |
| Vitesse maximale (km/h)                      | 180                       | 195                       | 185                   | 196                   | 208                   |
| 0 à 100 km/h (en s)                          | 11,4                      | 9,9                       | 10,9                  | 9,2                   | 8,2                   |
| Consommation mixte (en l/100 km) 16"/17"/18" | 3,7/3,7/3,8               | 3,9                       | 4,7/4,7/4,8           | 4,9/4,9/5,0           | 5,4/5,4/5,5           |
| Émissions de CO2 (en g/km) pneus 16"/17"/18" | 99/97/100                 | 102                       | 108/107/110           | 113/111/115           | 124/123/126           |

Côté essence, c'est le petit moteur EB 3-cylindres 1.2 PureTech déjà connu qui officie dans ses versions 100 et 130 ch, une nouvelle variante poussée à 156 chevaux venant compléter la gamme (cette dernière est retirée de la gamme au restylage),.
DS Automobiles propose en diesel un inédit moteur DV 1.5 BlueHDi développé en collaboration avec Ford, qui remplace l'ancien 1.6 BlueHDi. Ce bloc existe en 2 variantes de 100 et 130 ch. Il présente deux innovations : son filtre à particules ne nécessite plus d'additif, et son nouveau système de catalysation, baptisé SCR, n'est plus implanté sous la caisse mais directement dans le compartiment moteur.
À l'image de ses concurrentes françaises Peugeot 2008 et Renault Captur, le DS 3 Crossback n'a pas de version 4 roues motrices. Le client a toutefois la possibilité de choisir l'option « Grip control » (optimisation d'adhérence), comme sur les SUV Peugeot, un antipatinage qui possède un dispositif d'aide à la descente offrant plus de polyvalence au véhicule sur routes glissantes, et qui lui permet des escapades occasionnelles dans les chemins. De série, le DS 3 Crossback est équipée de jantes de 16 à 18 pouces (tôle en 16 pouces ou alliage en 17/18 pouces).

### DS 3 Crossback E-Tense

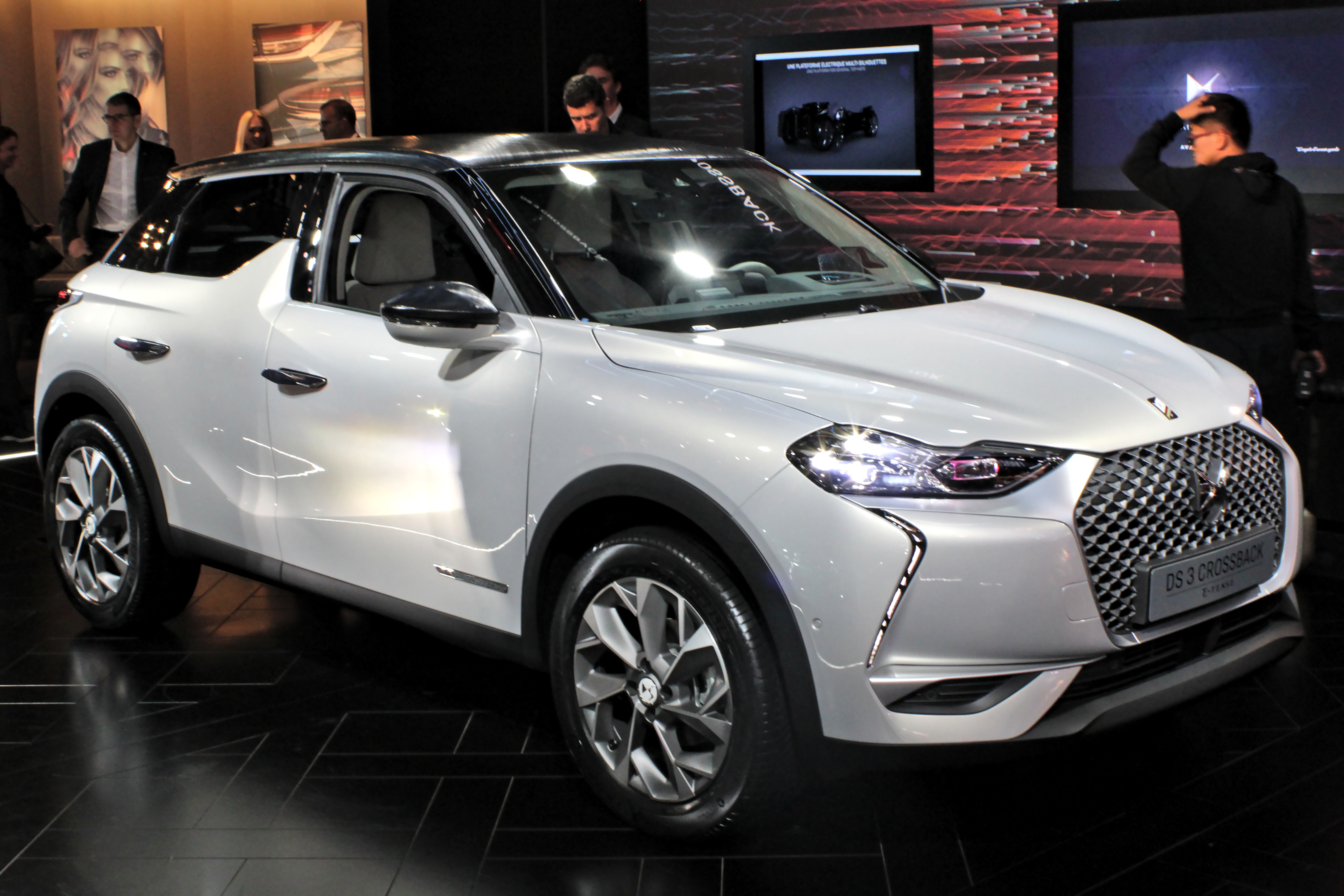
DS 3 Crossback phase 1 E-Tense

Une déclinaison électrique « E-Tense » est commercialisée en 2019, dont elle partage la technologie avec sa cousine la Peugeot e-208. L'autonomie annoncée par PSA est de 450 km selon le cycle NEDC, et de 300 km avec le nouveau cycle d'homologation WLTP de 2017, ce qui représente 100 km de mieux que celle de la Peugeot e-2008.
L'ensemble associe un électromoteur de 100 kW et une batterie d'une capacité de 50 kWh. Cela permet de fournir 136 ch et un couple de 260 N m. Ainsi, la DS 3 Crossback « E-Tense » peut abattre le 0 à 100 km en 8,7 secondes. Yves Bonnefont, directeur de DS Automobiles, indique qu'à l'avenir, chaque nouveau modèle de la marque proposera une offre électrique ou hybride.
En décembre 2021, le DS 3 Crossback E-Tense reçoit les mêmes modifications que ses cousins techniques le Mokka-e et le e-2008. L'autonomie du véhicule passe à 341km, contre 320km auparavant. Ces gains ont pu être obtenus en revoyant le rapport de démultiplication du réducteur, en installant des pneus à très faible résistance classés A+ (sur certaines versions) et en revoyant le logiciel pilotant le chauffage et la climatisation grâce à l'ajout d'un capteur d'hygrométrie.
Comme le DS 3 Crossback, lors du restylage de mi-carrière, le DS 3 Crossback E-Tense perd l'appelation "Crossback", et devient ainsi DS 3 E-Tense. Il reçoit à cette occasion la nouvelle motorisation électrique 156 ch issue de la coentreprise Nidec-PSA emotors, qui offre une capacité légèrement supérieure (54 kWh contre 50 auparavant), et se démarque surtout par une autonomie pouvant atteindre les 402 km.
| Logo de DS Automobile                    | Caractéristiques techniques    |
| Logo de DS Automobile                    | DS E-Tense                     |
| ---------------------------------------- | ------------------------------ |
| Type de moteur                           | Synchrone à aimants permanents |
| Puissance moteur ch (kW)                 | 136 (100)                      |
| au régime de (tr/min)                    |                                |
| Couple maximal (N m)                     | 260                            |
| au régime de (tr/min)                    |                                |
| Transmission                             | Traction                       |
| Vitesse maximale (km/h)                  | 150                            |
| 0-100 km/h (s)                           | 8,7                            |
| Masse à vide (kg)                        |                                |
| Batterie                                 |                                |
| Type                                     | Lithium-ion                    |
| Capacité brute (kWh)                     | 50                             |
| Capacité utile (kWh)                     |                                |
| Autonomie (WLTP) (km)                    | 340                            |
| Consommation en cycle mixte (kWh/100 km) |                                |
| Masse (kg)                               |                                |
| Temps de recharge                        |                                |
| sur une prise Wallbox 3,7 kW (0 à 100 %) | 16 heures                      |
| sur une borne 11 kW (10 à 100 %)         | 5 heures 15                    |
| sur une borne 100 kW (DC) (10 à 80 %)    | 30 minutes                     |

## Finitions
Reprenant le même principe que pour la DS 7 Crossback, la DS 3 Crossback propose des inspirations permettant de personnaliser les finitions.
- Chic
- So Chic
- Performance Line
- Performance Line +
- Grand Chic

À partir de 2024
- Pallas
- Étoile

### Inspirations
- Montmartre
- Bastille
- Performance Line
- Rivoli
- Opéra Noir Basalte
- Opéra Art Rubis (La Première)

### Séries spéciales
- La Première (2018)[25]
- Connected Chic (2020)[26]
- Inès de la Fressange (2020)[27]

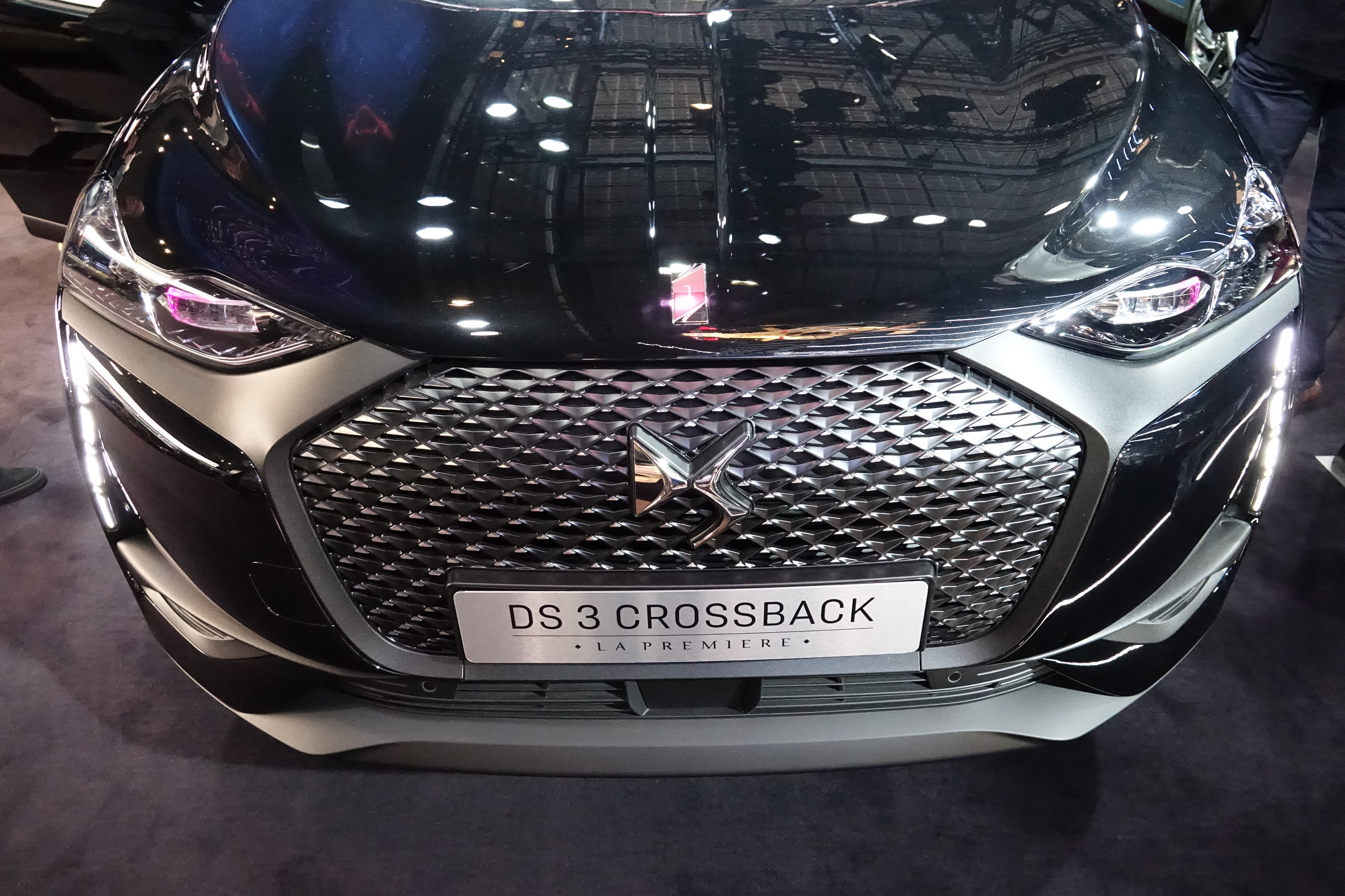
DS 3 Crossback phase 1 La Première

- So Chic Leather Edition (2021, Japon)[28]
- Connected Chic (2021)[29]
- Louvre (2021)[30]
- Faubourg (2021)[31]
- Toits de Paris (2022)[32]
- Esprit de Voyage (2023)
- Édition France (2024)[33]
- Antoine de Saint Exupéry (2024)[34]